# Jacob Perkins

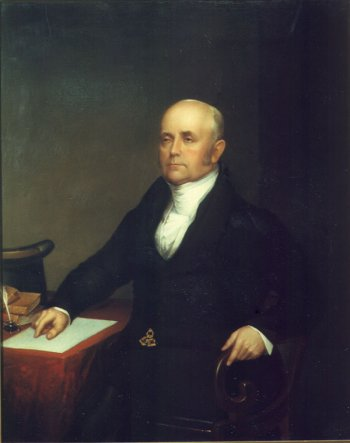
Jacob Perkins

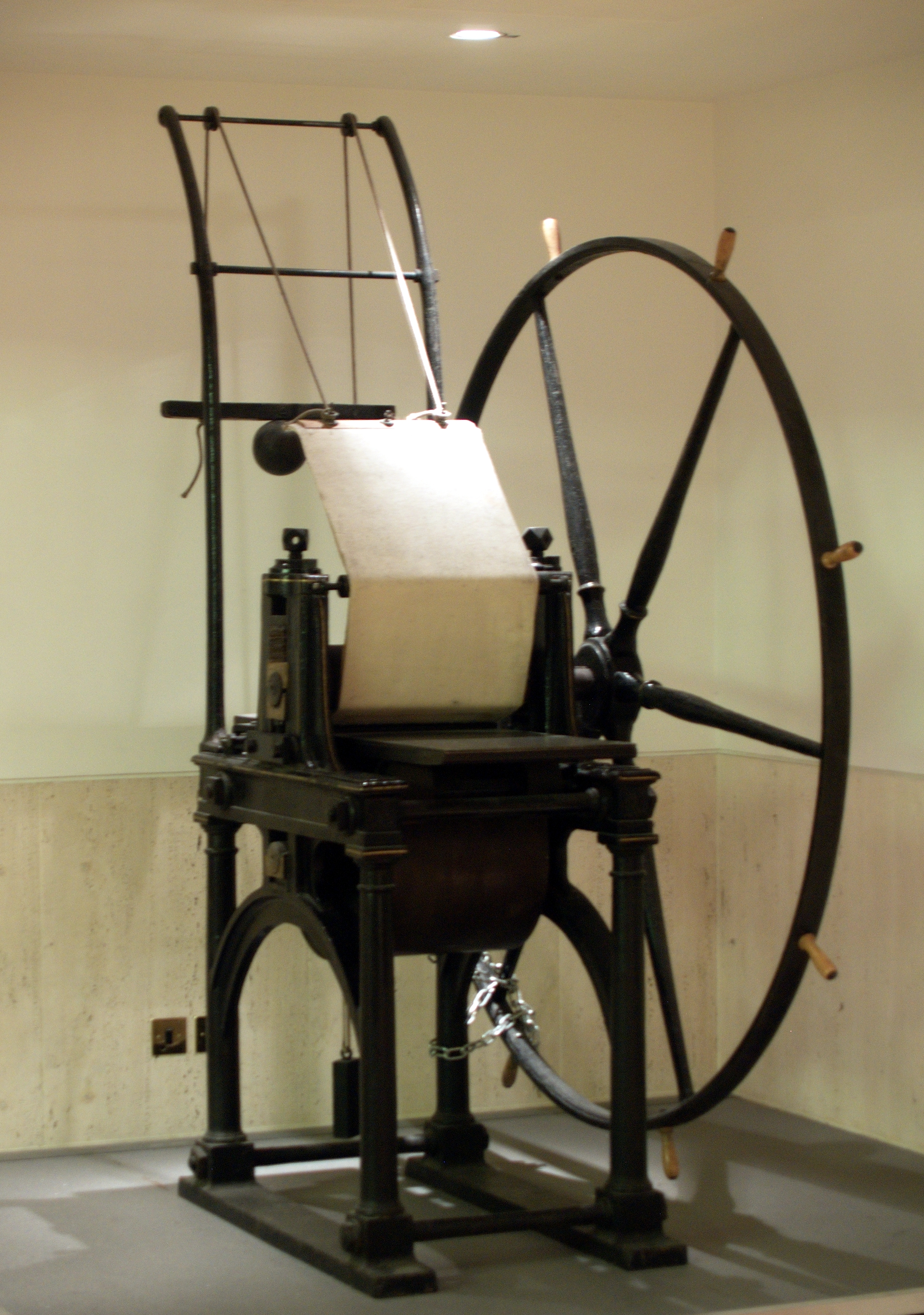
Perkins Zylinderdruckpresse

Jacob Perkins (* 9. Juli 1766 in Newburyport, Province of Massachusetts Bay; † 30. Juli 1849 in London) war ein US-amerikanischer Maschinenbauer und Erfinder.
Er lernte Goldschmied und machte einige nützliche Erfindungen. 1813 wurde er in die American Academy of Arts and Sciences gewählt. Er lebte eine Weile in Boston und New York und zog 1814 nach Philadelphia. 1819 ging er nach England, entwickelte den Kupferstich zum Stahlstich, erfand eine neue Presse und das Molettierverfahren der Siderographie (Vervielfältigung einer Stahlstichplatte, zum Beispiel für die Briefmarkenproduktion). Er ging eine Partnerschaft mit dem englischen Graveur Heath ein.
Er baute eine experimentelle Hochdruck-Dampfmaschine mit bis zu 2000 bar, die aber seinerzeit noch nicht praktikabel war. 1827 arbeitete er als erster mit der Gleichstromdampfmaschine.
Er untersuchte die Kompressibilität des Wassers und maß diese mit selbst erfundenen Piezometern.
Nach einem Rechtsstreit musste er seine Maschinenfabrik 1829/30 schließen.
1823 hatte er das Patent Nr. 4792 auf eine Dampfheizung erhalten, die kurzzeitig salonfähig wurde. 1831 erfand er die unproblematischere Warmwasserheizung.
Er ging dann eine Partnerschaft mit seinem zweiten Sohn ein, mit dem er Zentralheizungssysteme entwickelte und installierte.
1832 gründete er in der Adelaid Street, Weststrand die National Gallery of Practical Science (Adelaide Gallery).
1834 baute er ein Kühlgerät, das kühlte, indem Äther in Kühlschlangensysteme gepumpt wurde. Dieses fand Verwendung auf Schiffen. Der Äther hatte den Nachteil, dass er in Verbindung mit Luft zum Explodieren neigte. Dieses Prinzip wurde vom Schotten John Gorrie weiterentwickelt.
Perkins heiratete am 11. November 1790 Hannah Greenleaf, sie hatten gemeinsam zwei Söhne und sieben Töchter.
Sein Sohn Angier March Perkins (1799–1881) und sein Enkel Loftus Perkins (1834–1891) waren Ingenieure.